# Бутуш
Бутуш — кутан Ботлихского района Дагестана, расположенный на территории Бабаюртовского района. Подчинен сельскому поселению Сельсовет «Андийский».

## Географическое положение
Расположено на территории Бабаюртовского района, в 12 км к югу от села Бабаюрт на республиканской трассе Хасавюрт-Бабаюрт.

## История
Образован на землях отгонного животноводства колхоза села Анди Ботлихского района.